# Weißenthurm
Weißenthurm är en stad i Landkreis Mayen-Koblenz i förbundslandet Rheinland-Pfalz i Tyskland.
Staden ingår i kommunalförbundet Verbandsgemeinde Weißenthurm tillsammans med ytterligare sex kommuner.